# Norra Ösjön
Norra Ösjön är en sjö i Oskarshamns kommun i Småland och ingår i Viråns huvudavrinningsområde. Sjön är 5,5 meter djup, har en yta på 0,182 kvadratkilometer och befinner sig 42,2 meter över havet. Sjön avvattnas av vattendraget Virån.

## Delavrinningsområde
Norra Ösjön ingår i det delavrinningsområde (636336-153466) som SMHI kallar för Inloppet i Älmten. Medelhöjden är 52 meter över havet och ytan är 26,15 kvadratkilometer. Räknas de 21 avrinningsområdena uppströms in blir den ackumulerade arean 389,53 kvadratkilometer. Avrinningsområdets utflöde Virån mynnar i havet. Avrinningsområdet består mestadels av skog (87 procent). Avrinningsområdet har 1,19 kvadratkilometer vattenytor vilket ger det en sjöprocent på 4,6 procent.